# Yūsuke Arai
Yūsuke Arai (新井 裕介 Arai Yūsuke?,  Prefectura de Saitama, Japón, 23 de octubre de 1985) es un actor y modelo japonés, afiliado a Oscar Aox.

## Biografía
Arai nació el 23 de octubre de 1985 en la prefectura de Saitama, Japón. Comenzó su carrera trabajando como modelo mientras aún era un estudiante de secundaria y debutó como actor en 2008, interpretando a Sadaharu Inui en el musical de The Prince of Tennis. Arai originalmente estuvo afiliado a Oscar Promotion, pero más adelante fue transferido a la filial Oscar Aox de la agencia.

## Filmografía

### Televisión
| Año  | Título               | Papel             | Notas |
| ---- | -------------------- | ----------------- | ----- |
| 2008 | Ren'ai Hyakkei       |                   |       |
| 2011 | Asuko March!         | Kōji Hirakawa     |       |
| 2012 | Teen Court           | Abogado           |       |
| 2012 | Clover               | Masahiko Minami   |       |
| 2012 | Taira no Kiyomori    | Minamoto Tamenari |       |
| 2015 | Garo: Gold Storm Shō | Mitsuya           |       |

### Películas
| Año  | Título                                        | Papel          | Notas     |
| ---- | --------------------------------------------- | -------------- | --------- |
| 2010 | Local Boys!                                   | Mita           |           |
| 2011 | Gekiatsu: Manatsu no Echudo                   | Ken'ichi Izawa |           |
| 2012 | Fujimi Orchestra                              | Kei Tonoin     | Principal |
| 2013 | Love Place: Hakanaki Kata Omoi - Gaiya no Koi | Dōmoto         |           |
| 2013 | Love Place: Shiawase no Katachi               | Dōmoto         |           |
| 2014 | Shi no Jikkyo Chukei                          | Mita           |           |
| 2019 | Sekaiichi Oishii Mizu: Maronpati no Namida    | Tsutomu Tanaka |           |

### Teatro
| Año  | Título                                                         | Papel                      | Notas |
| ---- | -------------------------------------------------------------- | -------------------------- | ----- |
| 2008 | The Prince of Tennis                                           | Sadaharu Inui              |       |
| 2008 | The Prince of Tennis: The Imperial Presence                    | Sadaharu Inui              |       |
| 2009 | The Prince of Tennis: The Treasure Match                       | Sadaharu Inui              |       |
| 2009 | The Prince of Tennis: Dream Live 6th                           | Sadaharu Inui              |       |
| 2009 | The Prince of Tennis: The Final Match - First feat             | Sadaharu Inui              |       |
| 2009 | The Prince of Tennis: The Final Match - Second feat.The Rivals | Sadaharu Inui              |       |
| 2010 | The Prince of Tennis: Dream Live 7th                           | Sadaharu Inui              |       |
| 2010 | Shibuya×Akiba: Kanojo wa Boku no Aoi Tori〜Mirai               | Ryōta                      |       |
| 2010 | Yūko: Yabe-ka no Dai Pinch!? Waraukado ni wa Yabe Kitaru       | Yabe Yūsuke/Geinin Michael |       |
| 2010 | Gekidō no Toki o Koete                                         | Tsubasa Moroboshi          |       |
| 2011 | Natsu no Yoru no Yume: Karasawagi no Mori                      | Lysander                   |       |
| 2011 | Gakuen Hakkenden                                               | Dōsetsu Inuyama            |       |
| 2012 | Shiawase no Shitaku                                            | Jirō Sakujitsu             |       |
| 2012 | Cabaret on The Sea                                             | Takeshi Mochizuki          |       |
| 2012 | Perfect Boy Factory                                            | Kagemaru Akiba             |       |
| 2013 | Rōdoku☆Danshi                                                  |                            |       |
| 2016 | Prince of Stride                                               | Yūjirō Dan                 |       |
| 2017 | Prince of Stride 2                                             | Yūjirō Dan                 |       |
| 2017 | Prince of Stride 3                                             | Yūjirō Dan                 |       |
| 2017 | Prince of Stride 4                                             | Yūjirō Dan                 |       |
| 2018 | Prince of Stride 5                                             | Yūjirō Dan                 |       |